# Ophiomyia acutalis
Ophiomyia acutalis este o specie de muște din genul Ophiomyia, familia Agromyzidae, descrisă de Spencer în anul 1959.
Este endemică în Congo. Conform Catalogue of Life specia Ophiomyia acutalis nu are subspecii cunoscute.